# Cantenay-Épinard
Cantenay-Épinard – miejscowość i gmina we Francji, w regionie Kraj Loary, w departamencie Maine i Loara.
Według danych na rok 2010 gminę zamieszkiwały 2 070 osób, a gęstość zaludnienia wynosiła 128 osób/km².